# 方來崇
方來崇（1533年—？），字士功，號虚谷，江西南昌府新建縣人，民籍，明朝政治人物。

## 生平
乙卯科（1555年）江西鄉試第三十五名舉人。嘉靖三十五年（1556年）中式丙辰科二甲第二十八名進士。工部观政，授直隶无为州知州，三十九年升刑部员外郎，四十二年致仕。

## 家族
曾祖方鳳，陰陽學正術；祖父方价，典膳；父方一奎，歲貢生、训导。母楊氏。弟来献（举人）、来贺（生员）、来贡。